# Неорганические озониды
Озони́ды — соединения щелочных, щелочноземельных металлов и аммония с кислородом общего состава {\displaystyle {\mathsf {M^{I}O_{3}}}} и {\displaystyle {\mathsf {M^{II}(O_{3})_{2}}}}.

## Строение
Озониды представляют собой высшие оксиды металлов, содержащие молекулярный озонид-ион O3−. Наличие озонид-иона было подтверждено спектрометрическими методами, ЭПР-спектроскопией, магнитными и рентгеноструктурными исследованиями.
Длина связи O-O в озонидах составляет ~1,2 А, а угол O-O-O — 108°. Ион O3− имеет симметричную треугольную конфигурацию и обладает парамагнитными свойствами.

## Получение
Озониды были получены для ограниченного числа катионов — всех щелочных металлов, а также стронция, бария, аммония и тетраметиламмония.
- Озонид лития LiO3 удалось получить в виде маслянистой тёмно-оранжевой жидкости только при низких температурах ~ −112 °C. Это соединение крайне неустойчиво вследствие малого радиуса иона Li+. Аммиакат лития образует гораздо более устойчивый озонид состава Li(NH3)4O3.
- Озонид натрия NaO3 был впервые выделен в 1951 г. в реакции обезвоженного гидроксида натрия с озон-кислородной смесью при температуре −60…−50 °C в виде тёмно-красных мелких кристаллов.
- Озонид калия KO3 был получен в 1949 г. в реакции озон-кислородной смеси с гидроксидом калия при низких температурах. В дальнейшем было показано образование озонида калия в реакции озона с алкоголятами калия, с супероксидом калия (KO2).
- Озонид рубидия RbO3 выделили в 1951 г. в виде оранжевых кристаллов в реакции между озоном и гидроксидом или супероксидом рубидия.
- Красный озонид цезия CsO3 был получен в 1963 г.
- Озониды кальция, стронция и бария были получены в 1966 г. в реакции озона с гидроксидами этих металлов.
- Озонид аммония был выделен в 1962 г. при озонировании жидкого аммиака при температурах ~ −100 °С

Общие реакции получения озонидов:
{\displaystyle {\mathsf {4KOH+4O_{3}\rightarrow 4KO_{3}+2H_{2}O+O_{2}}}}
{\displaystyle {\mathsf {2Sr(OH)_{2}+4O_{3}\rightarrow 2Sr(O_{3})_{2}+2H_{2}O+O_{2}}}}
{\displaystyle {\mathsf {KO_{2}+O_{3}\rightarrow KO_{3}+O_{2}}}}
Образующийся озонид экстрагируют жидким аммиаком или фреонами.
Озониды тетраалкиламмония получают обменными реакциями с озонидом калия в органических растворителях.

## Свойства
Озониды термически неустойчивы и при повышении температуры разлагаются:
{\displaystyle {\mathsf {2RbO_{3}\rightarrow 2RbO_{2}+O_{2}}}}
Устойчивость озонидов снижается в ряду
{\displaystyle {\mathsf {[(CH_{3})_{4}N]O_{3}>CsO_{3}>RbO_{3}>KO_{3}}}}
Они также разлагаются при действии воды:
{\displaystyle {\mathsf {4KO_{3}+2H_{2}O\rightarrow 4KOH+5O_{2}}}}
Кроме того, в реакции образуется пероксид водорода и гидроксильные радикалы •OH.
Озонид аммония распадается по реакции
{\displaystyle {\mathsf {4NH_{4}O_{3}\rightarrow 2NH_{4}NO_{3}+4H_{2}O+O_{2}}}}
Озонид бария (Ba(O3)2) — бесцветные кристаллы.

## Применение
Из-за низкой устойчивости озониды не находят практического применения. Предлагалось их использовать как источник кислорода в поглотительных регенерирующих воздух системах.